# ボヤナ・ノヴァコヴィッチ
ボヤナ・ノヴァコヴィッチ（Bojana Novakovic, 1981年11月17日 - ）は、オーストラリアの女優。ベオグラード出身。

## フィルモグラフィー

### 映画
- ブラックロック（1997年）
- ポエトリー、セックス（2000年）
- スペル（2009年） - イレンカ・ガーナッシュ役
- 復讐捜査線（2010年） - エマ・クレイブン役
- デビル（2010年） - サラ・キャラウェイ役
- シークレット・パーティー（2012年） - ヴァイオレット役
- スカイライン -奪還-（2017年） - オードリー役
- アイ,トーニャ 史上最大のスキャンダル（2017年） - ドディ・ティーチマン役
- 女霊館（2018年） - リサ役
- ハーレイ・クインの華麗なる覚醒 BIRDS OF PREY（2020年） - エリカ・マンソン役

### テレビ
- サティスファクション（2007年 - 2009年）
- シェイムレス 俺たちに恥はない（2015年）
- ウエストワールド（2016年）
- インスティンクト -異常犯罪捜査-（2018年 - 2019年） - エリザベス（リジー）・ニーダム刑事役
- MACGYVER/マクガイバー（2021年）